# 完全トーティエント数
完全トーティエント数（かんぜんトーティエントすう、英: perfect totient number）、完全トーシェント数は、自然数のうち、以下の等式を満たす数 n である。
{\displaystyle n=\sum _{i=1}^{c+1}\varphi ^{i}(n)=\varphi (n)+\varphi (\varphi (n))+\varphi (\varphi (\varphi (n)))+\cdots +\overbrace {\varphi (\varphi (\cdots (\varphi (\varphi } ^{c+1}(n)))\cdots ))}
{\displaystyle \varphi ^{i}(n)=\left\{{\begin{matrix}\varphi (n)\qquad i=1\\\varphi (\varphi ^{i-1}(n))\quad i\geq 2\end{matrix}}\right.}
ここで φ はオイラーのφ関数である。例えば 327 は 
φ(327) = 216, φ(216) = 72, φ(72) = 24, φ(24) = 8, φ(8) = 4, φ(4) = 2, φ(2) = 1
と 1 になるまで次々と φ 関数の値を計算し、それらの総和が 216 + 72 + 24 + 8 + 4 + 2 + 1 = 327 と元の数に等しくなるので完全トーティエント数である。
一般に完全トーティエント数 n は以下の式を満たす。
{\displaystyle \displaystyle \varphi ^{c}(n)=2}
完全トーティエント数は無数にあり、そのうち最小の数は 3 である。完全トーティエント数を小さい順に列記すると
3, 9, 15, 27, 39, 81, 111, 183, 243, 255, 327, 363, 471, 729, 2187, 2199, 3063, 4359, 4375, ... （オンライン整数列大辞典の数列 A082897）

## 性質
ほとんどの完全トーティエント数は 3 の倍数であり、3 の倍数でない完全トーティエント数のうち最小の数は 4375 である。特に 3 の累乗数 (3, 9, 27, 81, 243, 729, 2187, …) は全て完全トーティエント数である。これは 3 の累乗数 3k が
{\displaystyle \displaystyle \varphi (3^{k})=\varphi (2\times 3^{k})=2\times 3^{k-1}}
を満たすことから証明できる。
Venkataraman は1975年に素数 p が p = 4×3k + 1 の形で表されるとき、3p が完全トーティエント数になることを発見した。一般に、素数 p > 3 に対して 3p が完全トーティエント数であるとき、p≡1 (mod 4) である (Mohan, Suryanarayana 1982)。しかし、この形をした 3p の全てが完全トーティエント数になる訳ではない。例えば p = 17 の場合 p≡1 (mod 4) を満たし、3p = 51 となるが、51 は完全トーティエント数ではない。

## 関連事項
- オイラーのφ関数
- 完全数

この記事は、クリエイティブ・コモンズ・ライセンス 表示-継承 3.0 非移植のもと提供されているオンライン数学辞典『PlanetMath』の項目perfect totient numberの本文を含む